# Gäddegylet (Ringamåla socken, Blekinge, 624682-144583)
Gäddegylet är en sjö i Karlshamns kommun i Blekinge och ingår i Bräkneån-Mieåns kustområde. Sjön är 3,7 meter djup, har en yta på 0,009 kvadratkilometer och är belägen 95 meter över havet.